# Jakob Aleksič
Jakob Aleksič, slovenski katoliški duhovnik in profesor teologije, * 30. maj 1897, Obrež, † 2. oktober 1980, Ljubljana.

## Življenje in delo
Po končanem študiju bogoslovja v Mariboru je 1928 doktoriral na Teološki fakulteti v Ljubljani, specializacijo pa opravil na Vzhodnem inštitutu v Rimu ter francoski biblični in arheološki šoli v Jeruzalemu. Bil je profesor na visoki bogoslovni šoli v Mariboru in ravnatelj dijaškega semenišča, od 1947 profesor bibličnih ved na Teološki fakulteti v Ljubljani. Preučeval je teološko-biblična in sociološko-politična vprašanja. Na bibličnem področju se je posvetil predvsem zgodovinskim vprašanjem in biblični arheologiji. Strokovna dela je objavljal predvsem v Bogoslovnem vestniku.